# Gallina mapuche

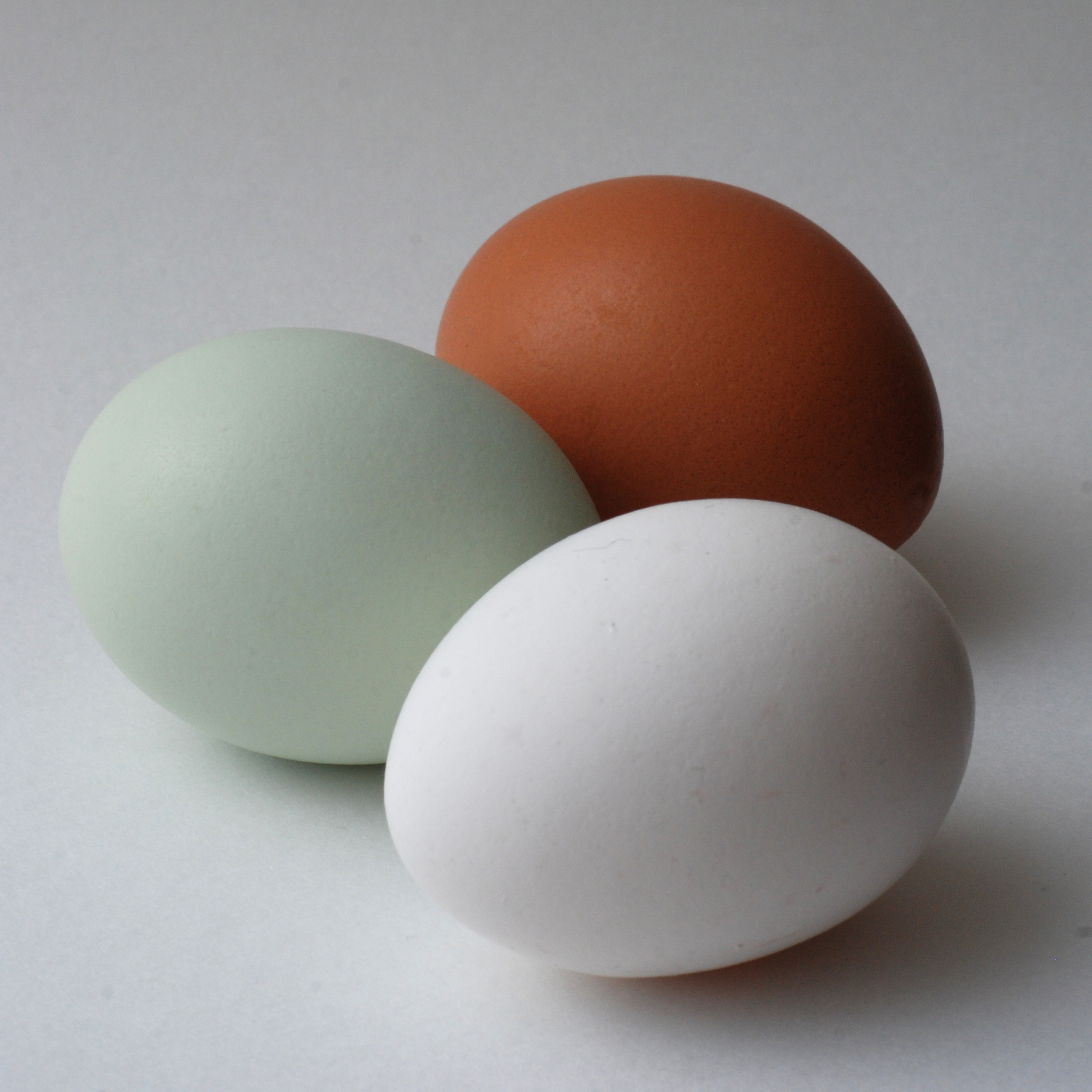
Huevo azul-verdoso de gallina mapuche junto a los huevos corrientes de color blanco o marrón.

La mapuche, araucana, papuja, es una raza de gallina originaria de América del Sur criada por los mapuches, pueblo aborigen que habita en el sur de Chile y el suroeste de Argentina.

## Historia y características
Sus características han planteado interrogantes en relación con la presencia de estas gallinas en la América prehispánica.
Varios estudiosos del tema proponen que la gallina mapuche proviene de la unión de dos tipos que el pueblo mapuche conocía desde tiempos inmemoriales y que mantenía en estado de semi cautiverio: 
- La «kollonka», cuya característica es el no tener cola (falta del pigóstilo) y poner huevos de color azul o azul verdoso.
- La «ketro», que además de poner huevos de color azul o azul verdoso, posee «aretes».[cita requerida]

Uno de los primeros datos históricos data del año 1880, cuando se descubrieron los rasgos especiales de estos animales criados por los mapuches, de allí que adopta su nombre.
El profesor Salvador Castelló, director de la Real Escuela de Avicultura de España, quien viajó a Chile en 1914, se encontró en la FISA con la exhibición de estas exóticas gallinas y creyó que estaba descubriendo una especie distinta, a la que bautizó como Gallus inauris. Las características de la raza eran: ojos rojos, contextura física mediana, y unas pequeñas protuberancias carnosas, cerca del oído, a los que denominó «pendientes» o «penachos». También observó que ponían huevos de color celeste/verdoso/rosado, razón por la cual también son conocidas hoy como «gallinas de los huevos de Pascua». A esta característica se suma que tanto el macho como la hembra no tenían cola, lo que se denomina «rumpless» en inglés. 
Luego de unos años, se pudo saber que la Gallus inauris era el resultado de una hibridación y que existió solamente en la granja perteneciente al doctor Rubén Bustos, en Valparaíso (Chile). De acuerdo con las indagaciones de Bustos, no habría existido una raza de gallina mapuche pura sino varios tipos, entre los cuales predominaban dos: las ya mencionadas «kollonka», gallina sin cola, que pone huevos celestes y verdosos, y la «ketro», con aretes y cola, y que no necesariamente ponía huevos azules. Los ejemplares que Castelló vio en la FISA, y que hasta el día de hoy constituyen el modelo del estándar de la gallina mapuche en los países del Norte, habrían sido producto de un cruzamiento realizado por el veterinario.
También se sabe que entre 1920 y 1930, estos animales fueron llevados a los Estados Unidos y a Europa por su particularidad de poner huevos de color, donde hasta el día de hoy son criadas y donde existen asociaciones que reúnen a los criadores de estas aves.
Las primeras importaciones de gallinas mapuches que se hicieron en Estados Unidos provenían de Chile y esos animales cumplían con los rasgos de no tener cola, penachos en los oídos y ponían huevos de color azul-verdoso.

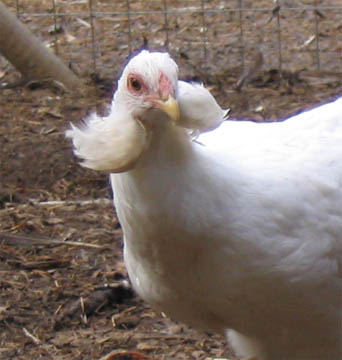
Gallina ketro, posee aretes o tufos de plumas que crecen desde un pedúnculo de piel a la salida del canal del oído.

Una pintura publicada en un artículo geográfico en 1927 de un artista desconocido y que fue llevada a Estados Unidos sirvió para perpetuar esta imagen de la gallina mapuche con «penachos» en ambos lados de la cara, que corresponde, aun actualmente, a las gallinas «quetro» (ver imagen).
En estrecha relación con esta raza, se encuentran tanto la gallina de isla de Pascua como la raza híbrida gallina ameraucana.

## La controversia en torno al origen
El origen de estas aves ha planteado numerosas interrogantes. Los primeros registros literarios existentes corresponden a crónicas de alrededor del siglo XVI, en donde se da cuenta de la crianza de gallinas por parte de los mapuches de la zona centro-sur de Chile, de una raza distinta a la europea.
Erróneamente se especuló que podría ser un híbrido de la especie Gallus gallus y Tinamus solitarius, que también pone huevos de color azul.
Antiguamente, la principal controversia era si estas gallinas existían antes de que los españoles llegaran al continente. Antes de 2007, había científicos que indicaban que no se tenía ningún indicio en este sentido y que los primeros ejemplares, originarios de Persia o Ceilán, pudieron haber sido introducidos por los piratas europeos al inicio de la Conquista. Sin embargo, otros plantearon que podrían haber sido traídas por migraciones polinésicas antes de la llegada de los europeos. Cuando el conquistador Pizarro llegó a Perú en 1532 informó que los incas usaban gallinas como parte de sus ceremonias religiosas.
Esta última hipótesis tomó fuerza cuando, a principios de junio de 2007, antropólogos chilenos y neozelandeses, anunciaron haber encontrado unos cincuenta huesos de pollo en el sitio arqueológico de El Arenal, en la península de Arauco en el sur de Chile. Investigadores de la Universidad de Auckland y la Universidad de Chile, dirigidos por Elizabeth Matisoo-Smith, encontraron en la costa chilena de la provincia de Arauco unos huesos, que según pruebas de carbono radioactivo datan del siglo XIV, y de acuerdo a sus análisis de las secuencias de ADN, habría secuencias coincidentes con las de gallinas polinesias de Tonga, de hace 2000 años. 
Un análisis del ADN mitocondrial de esos huesos realizado en 2007, así como de gallinas mapuches, mostró que pertenecían al tipo polinesio, y la datación por C 14 estableció que las gallinas de El Arenal llegaron a la zona al menos un siglo antes que los españoles. Esto abrió nuevas teorías respecto al origen de la gallina mapuche. Sin embargo, un estudio de 2008 puso en duda estos resultados, e indicó que la datación estaba posiblemente contaminada con carbono marino. Algunos expertos sostienen que no puede ser probado el origen polinésico en estas gallinas sudamericanas (aunque sí en las de la Isla de Pascua).
Esta controversia volvió a tomar fuerza el año 2010 con los estudios morfológicos de restos humanos hallados en Isla Mocha, frente a las costas de la Península de Arauco en Chile, realizados sobre seis cráneos de los antiguos habitantes de la isla y que plantearon nuevamente la posibilidad de contacto con poblaciones polinésicas en las costas chilenas.
Un estudio publicado en 2024 acerca de El Arenal incluyó análisis morfológicos y genéticos de los huesos previamente identificados como de gallina y concluyó que no se trataba de huesos de gallina de origen polinésico o siquiera de gallina, sino de huesos de perdiz (Nothoprocta perdicaria), un ave de la familia Tinamidae nativa de la zona.

## Estándar actualizado gallina mapuche

### Tipo kollonka
Es considerada como kollonka o kollonko un ejemplar que cumpla con cada uno de los siguientes requisitos: 
a) Que posea el carácter de ausencia natural de rabadilla y de las plumas rectrices y hoces que desde ese apéndice crecen (anuropigia).
b) Que su peso adulto no exceda los 2,5 kg en machos o 2 kg en hembras.
c) Que su cresta sea pequeña de preferencia no caída (puede ser de cualquiera de los siguientes tipos: arveja, simple).
d) Que no tenga plumaje rizado (trintre), barba, cuello desnudo, emplume de patas (ptilopodia), ni moño o copete.

### Tipo ketro
Será considerado ketro un ejemplar que cumpla con cada uno de los siguientes requisitos: 
a) Que posea aretes o tufos de plumas que crecen desde un pedúnculo de piel a la salida del canal del oído (o cercano a él) a cada lado o al menos desde un lado de la cabeza, simétrico o asimétrico.
b) Que su peso adulto no exceda los 2,5 kg en machos o 2 kg en hembras.
c) Que su cresta sea pequeña y de preferencia no caída (puede ser de cualquiera de los siguientes tipos: arveja, simple).
d) Que no tenga plumaje rizado (trintre), barba, cuello desnudo, emplume de patas (ptilopodia), ni moño o copete.

#### Subtipo kollonka de aretes
Será considerada kollonka de aretes o kollonko de aretes un ejemplar que cumpla con cada uno de los siguientes requisitos: 
a) Que posea tanto el carácter de ausencia de cola de la Kollonka descrita anteriormente (letra a), como los aretes de plumas de la Ketro descritos (letra f). 
b) Que su peso adulto no exceda los 2,5 kg en machos o 2 kg en hembra.
c) Que su cresta sea pequeña y no caída (puede ser de cualquiera de los siguientes tipos: arveja, simple).
d) Que no tenga plumaje rizado (trintre), barba, cuello desnudo, emplume de patas (ptilopodia), ni moño o copete.
Características generales del macho
Prestancia y actitud: altivo y tranquilo, galán y protector de sus gallinas.
Tipo
Cuerpo de largo intermedio, profundo, de hombros medio anchos, compacto a la manipulación. Espalda de longitud media, con leve caída. En kollonkos y kollonkos de aretes, ausencia completa de cola, sin vestigios de rabadilla ni plumas rectrices u hoces que normalmente se proyectan hacia abajo; las caireles forman una grupa redondeada, tan ancha como larga tal que no obstruyan completamente la cloaca durante la cópula. Abdomen con plumón denso, de longitud media a corta. En Ketro, la cola es de largo intermedio y se proyecta en un ángulo de 45 grados formando una curvatura gradual con las caireles en la línea de la espalda, sin hacer visible el plumón. Pecho ancho, redondeado y profundo. Alas de longitud intermedia, pegadas al cuerpo bien recogidas. 
Cabeza
Moderadamente pequeña, no alargada. Pico robusto, curvo y de largo medio, sin sobre crecimiento de la punta superior, de color cuerno amarillento o negro, acorde al color de su plumaje. Ojos de color naranjo oscuro, melánicos (oscuros), relativamente grandes vivaces y expresivos, no hundidos, bien redondos, sin carnosidades ni estructura ósea que le recubran su mirada. Cresta pequeña: arveja o simple. Cara levemente emplumada, orejillas medianas a pequeñas, rojas, carente de pigmentación blanca o celeste. Barbillas redondeadas y de tamaño similar, pequeñas. Los aretes de ketros y kollonka de aretes han de ser de tamaño similar, con pedúnculo de piel cercano al oído, firme y no colgante, portando plumas similares a las del pecho, orientadas hacia atrás, hacia abajo o formando una roseta. Los aretes no debieran interferir en la visión.
Cuello
Longitud media, con curvatura grácil y esclavina abundante hasta los hombros.
Patas
Longitud levemente por debajo de la media, derechas en vistas delanteras y separadas. Cuatro dedos, fuertes, rectos y bien separados. Tarsos y dedos bien escamados sin vestigios de plumas (ptilopodia). Pigmentación melánica de la dermis profunda es deseable, así como pigmentación caroténica (amarilla anaranjada) de la epidermis superficial, combinándose para conferir color de patas verde. Las preferencias en color de tarsos son: verde en sus distintas gamas, amarillo-anaranjadas. 
Hembra
Las características generales son similares a las del macho, considerando las diferencias sexuales naturales. Entre las más importantes: en kollonkas que la grupa sea redondeada y abultada formada por plumas redondeadas, dando forma a una estructura uniforme como un cojín. En hembras ketro la cola se proyecta en un ángulo de 40 grados desde la espalda horizontal con una transición suave sin mostrar plumón. La llamada cola de tenca (Mimus thenca) o de turca (Pteroptochos megapodius) es indeseable. La cresta en cualquiera de sus tipos, muy pequeña, como también las barbillas.
Color del plumaje
La gallina mapuche puede presentarse en todos los colores básicos de plumaje incluyendo: negro (con iridiscencia verdosa), blanco (recesivo o dominante), abedul (en plata, dorado y rojo), aperdizado en sus diferentes variaciones, azul pizarra (heterocigoto de blanco salpicado), blanco salpicado (‘splash’), ala de pato (plata y dorado), leonada, rojo pecho negro. 
Características del huevo
El color azul o verde conferido por depósito de biliverdina en la cáscara del huevo de la gallina mapuche (carácter oocyan) es una de sus principales características, pasando por diferentes Gamas desde el turquesa, celeste intenso hasta el verde (en sus diferentes Gamas). 
La gallina mapuche se caracteriza por poner huevos de tamaño medio (45 a 55 gramos), pero relativamente grandes para su tamaño corporal, por lo que se debe dar importancia a esta relación. Se prefieren los huevos de forma cono-elíptica, no puntiagudos, con una base bien redondeada para formar una cámara de aire amplia que evite la asfixia del pollo antes de nacer. La superficie es lisa, no porosa ni calcárea, suave al tacto.
Peso corporal
El peso ideal del gallo adulto debe estar entre 1,8 y 2,5 kg. El de la gallina entre 1,4 y 2 kg. Gallos jóvenes y pollas a inicio de postura unos 0,2 kg menos.
Defectos y descalificaciones
Son motivo general de descalificación: quilla (esternón) desviada, plumaje rizado o torcido, cresta dúplex, cola dividida o desplazada hacia un lado en Ketros, color de huevo diferente al establecido para la raza, peso sobre los rangos establecidos 
Son considerados defectos barbillas desuniformes, cresta ladeada tapando la visión, crecimientos laterales en cresta simple, barba (porque oculta los aretes y confunde el carácter), cola de ardilla o de tenca (inserción abrupta), vestigios de uropígeo en kollonka y kollonka de aretes.

## Ceremonias
Además del uso alimenticio de esta ave, los mapuches pueden usarla como ofrenda de sacrificio en la ceremonia del guillatún.